# Lagrecacanthops guyanensis
Lagrecacanthops guyanensis es una especie de mantis de la familia Acanthopidae.

## Distribución geográfica
Se encuentra en la Guayana francesa.